# Anas al-Liby
Anas al-Liby (Arabisch: أنس الليبي, Anas de Libiër) (30 maart of 14 mei 1964 – New York, 2 januari 2015) was een Libisch Al-Qaida-lid, dat Libië was ontvlucht omwille van Moammar al-Qadhafi. Hij werd gezocht wegens zijn betrokkenheid bij de aanslagen op de Amerikaanse ambassades in Nairobi (Kenia) en Dar es Salaam (Tanzania). Hij maakte ook wel gebruik van de naam Anas al-Sabai. Hij was aangeklaagd wegens de moord op Amerikaanse burgers, vernietiging van gebouwen en eigendommen van de Verenigde Staten en de vernieling van defensiemateriaal van de Verenigde Staten.
Al-Liby woonde in Engeland, waar hij politiek asiel had gekregen. Later vluchtte hij waarschijnlijk naar Afghanistan om vervolging te ontlopen voor zijn betrokkenheid bij de aanslagen in Kenia en Tanzania.
Al-Liby heeft verschillende schuilnamen gebruikt waaronder Anas Al-Sabai, Anas Al-Libi, Nazih Al-Raghi en Nazih Abdul Hamed Al-Raghi.
In maart 2002 kwamen er berichten dat Al-Liby gearresteerd zou zijn door de Soedanese autoriteiten en werd vastgehouden in een gevangenis in Khartoem. 
In 2013 werd hij in Tripoli gearresteerd en naar de Verenigde Staten gebracht waar hij veroordeeld zou worden. Hij werd in voorhechtenis genomen in het MCC New York.
In 2014 werd bij Anas al-Liby kanker geconstateerd. Hij zou op 12 januari 2015 voor de rechter moeten verschijnen, maar stierf op 50-jarige leeftijd in een New Yorks ziekenhuis.